# Eotournayella
Eotournayella es un género de foraminífero bentónico de la subfamilia Tournayellinae, de la familia Tournayellidae, de la superfamilia Tournayelloidea, del suborden Fusulinina y del orden Fusulinida. Su especie tipo es Tournayella (Eotournayella) jubra. Su rango cronoestratigráfico abarca el Frasniense (Devónico superior).

## Discusión
Algunas clasificaciones más recientes incluyen Eotournayella en el suborden Tournayellina, del orden Tournayellida, de la subclase Fusulinana y de la clase Fusulinata.

## Clasificación
Eotournayella incluye a las siguientes especies:
- Eotournayella jubra †
- Eotournayella parvula †
- Eotournayella uchtovica †